# Wasyl Jaducha
Wasyl Jaducha (ur. 25 stycznia 1964 w Werbce Murowanej koło Jarmoliniec) – ukraiński polityk, przewodniczący Chmielnickiej Obwodowej Administracji Państwowej.
W 1986 ukończył studia w Instytucie Rolniczym w Kamieńcu Podolskim. Był deputowanym Rady Najwyższej Ukrainy V kadencji (2006-2007). Od 18 marca 2010 jest przewodniczącym Chmielnickiej Obwodowej Administracji Państwowej.